# Мешко Казимирович
Мешко Казимирович (пол. Mieszko Kazimierzowic; 16 апреля 1045—28 января 1065) — предположительно, князь Куявии с 1058 года из династии Пястов; сын польского князя Казимира I Восстановителя и Марии Добронеги, дочери Владимира Святого.

## Биография
Мешко был третьим сыном Казимира и Добронеги и получил своё имя, вероятно, в честь деда по отцовской линии — польского короля Мешко II Ламберта. Согласно предположениям Герарда Лябуды, и Генрика Ловмянского, после смерти отца он получил Куявию. Основным аргументом Г. Ловмянского является то, что куявские рыцари в 1097 году поддерживали Збигнева, сына польского князя Владислава I Германа, что могло говорить о существовании традиции некоторой независимости региона.
О влиянии Мешко на польскую политику упоминаний нет. Он не был женат и умер бездетным.